# 戴林·貝坦西斯
麥可·戴林·貝坦西斯（英語：Michael Dellin Betances，1988年3月23日—）是前美國職棒大聯盟的投手。他先前曾效力過洋基與大都會兩隊。

## 早期生活
貝坦西斯出生於紐約市曼哈頓的華盛頓崗（Washington Heights）。他的父母是從多明尼加移民到美國定居。貝坦西斯的父親是一位拳擊手及計程車的駕駛。貝坦西斯有兩位哥哥跟一位妹妹，在他10歲的時候就搬家到下東城，在這一年（1998年），貝坦西斯跟他家人一起去洋基的主場看到大衛·威爾斯投出完全比賽的這一場比賽，從這一天起，他從原本喜歡籃球改成喜歡棒球。
高中時貝坦西斯就讀位於紐約布魯克林區的格蘭街教育學校（Grand Street Campus School），當時貝坦西斯的身高是6尺4吋，已經可以投出85 mph的快速球。而到2005年的時候，貝坦西斯的快速球已經達到90 mph。

## 小聯盟時期
貝坦西斯在2006年參加大聯盟選秀會，當時他以若無法第一輪被選中，則預計去就讀范德堡大學，而最後貝坦西斯是在第八輪第254順位被紐約洋基所選中，之後當時雙方簽下高於市場行情的1百萬簽約獎金。
2009年，貝坦西斯在高階1A的11場先發中，繳出2勝5敗、防禦率5.48的不合格成績。之後在6月因右手折受傷進入傷兵名單，接著動了尺骨附屬韌帶重建術 。在2010年，貝坦西斯順利的回到球場上，從2A開始他新的球季，在這一年洋基也將他加入40人的名單中。

## 大聯盟生涯

### 紐約洋基
2011年9月8日，洋基將貝坦西斯叫上大聯盟，在9月22日他也如願在大聯盟出登板投球，不過最後他只有主投兩場比賽。2013年5月10日，貝坦西斯再度被叫上大聯盟，和在小聯盟不同的是他是在牛棚擔任救援投手。5月24日他因傷進入傷兵名單，此時伊萬·諾瓦離開傷兵名單回到大聯盟。傷癒復出他待在小聯盟，和前幾年不同的是他被定位為救援投手，而表現比擔任先發投手時更精彩，在49.1局投出63次三振，並且只有1.46的防禦率，好表現讓他在8月11日再度被叫上大聯盟。不過在8月15日他又被送回小聯盟，直到9月1日才再回到大聯盟。
2014年，貝坦西斯入選參加大聯盟生涯第一次的明星賽，這一年洋基另外一位菜鳥獲得入選參加明星賽的投手是田中將大。這是洋基至從1947年Spec Shea以後，再有菜鳥獲選參加明星賽。9月17日，客場對坦帕灣光芒的比賽中，貝坦西斯三振Kevin Kiermaier，使他今年的三振數來到131次，而這個三振讓他超越馬里安諾·李維拉在1996年的130次三振的紀錄，成為洋基隊史上單季投出最多三振的救援投手，而貝坦西斯的投球局數還比李維拉少20局就達到這個紀錄。
2015年，貝坦西斯和Andrew Miller組成洋基勝利方程式。
2016年，Dellin Betances、Andrew Miller，加上來自紅人的Aroldis Chapman，組成洋基牛棚三本柱。
2019年因傷只出賽一場後，變又因腳傷提前結束球季，季後成為自由球員。

### 紐約大都會
2019年12月25日聖誕節當天，Betances貼出了自己帶著大都會球帽的照片;隨後大都會就正式宣布以一年1050萬美金，並附帶2021年球季Betances可以自己決定的600萬美金(可用300萬美金買斷)選擇權、2022年球季若2021年球季有達成目標可以自動執行的選擇權，簽下Betances。

## 球探報告
在2013年，貝坦西斯的投球經由測速器四縫線快速球均速為96 mph，彈指曲球均速為82 mph，變速球均速89 mph。

## 私人生活
貝坦西斯利用他的簽約金在提內克買了一棟房子給他的父母住。

## 職棒生涯成績
| 年度 | 球隊 | 勝場 | 敗場 | 防禦率 | 場次 | 先發 | 完投 | 完封 | 中繼 | 救援 | 局數  | 被安打 | 被全壘打 | 四壞 | 奪三振 | WHIP |
| 2011 | NYY  | 0    | 0    | 6.75   | 2    | 1    | 0    | 0    | 0    | 0    | 2.2   | 2      | 0        | 6    | 2      | 2.62 |
| 2013 | NYY  | 0    | 0    | 10.80  | 6    | 0    | 0    | 0    | 0    | 0    | 5.0   | 9      | 1        | 2    | 10     | 2.20 |
| 2014 | NYY  | 5    | 0    | 1.40   | 70   | 0    | 0    | 0    | 22   | 1    | 90.0  | 46     | 4        | 24   | 135    | 0.78 |
| 2015 | NYY  | 6    | 4    | 1.50   | 74   | 0    | 0    | 0    | 29   | 9    | 84.0  | 45     | 6        | 40   | 131    | 1.01 |
| 2016 | NYY  | 3    | 6    | 3.08   | 73   | 0    | 0    | 0    | 28   | 12   | 73.0  | 54     | 5        | 28   | 126    | 1.12 |
| 2017 | NYY  | 3    | 6    | 2.87   | 66   | 0    | 0    | 0    | 19   | 10   | 59.2  | 29     | 3        | 44   | 100    | 1.22 |
| 2018 | NYY  | 4    | 6    | 2.70   | 66   | 0    | 0    | 0    | 20   | 4    | 66.2  | 44     | 7        | 26   | 115    | 1.05 |
| 2019 | NYY  | -    | -    | -      | -    | -    | -    | -    | -    | -    | -     | -      | -        | -    | -      | -    |
| 8年  | 8年  | 21   | 22   | 2.36   | 357  | 1    | 0    | 0    | 117  | 36   | 381.0 | 228    | 26       | 170  | 619    | 1.04 |

## 外部連結
- 球員資訊和成績在MLB ，ESPN ，Retrosheet ，Baseball Reference ，Baseball Reference (Minors) ，Fangraphs ，The Baseball Cube （英文）
- 戴林·貝坦西斯的X（前Twitter）